# Manfred Bietak
Manfred Bietak (ur. 6 października 1940 w Wiedniu) – austriacki egiptolog i archeolog. 
Profesor egiptologii na Uniwersytecie Wiedeńskim i dyrektor Austriackiego Instytutu Archeologicznego w Kairze. W 2004 był profesorem na Uniwersytecie Harvarda.
Studiował w latach 1958-1963 archeologię na Uniwersytecie Wiedeńskim. Uzyskał doktorat w 1964, habilitację Wiedeń 1975. W latach 1961–1965 brał udział w ratowniczych wykopaliskach UNESCO w Sayala w Nubii.
Bietak jest najbardziej znany jako dyrektor austriackich wykopalisk w Tell el-Daba w Delcie Nilu.
Od marca 1999 jest wykładowcą na Austriackiej Akademii Nauk. Jest autorem i współautorem kilku podręczników uniwersyteckich oraz redaktorem czasopisma egiptologicznego Ägypten und Levante. W 2004 został kawalerem Szwedzkiego Królewskiego Orderu Gwiazdy Polarnej 1 klasy. W 2005 odznaczony Wielką Srebrną Odznaką Honorową za Zasługi dla Republiki Austrii. W 2022 odznaczony został Odznaką Honorową za Naukę i Sztukę 1 klasy